# Galaxian (серия игр)
Galaxian (Galaga) — серия видеоигр в жанре фиксированного шутера, разработанная компанией Namco. Первая игра серии, Galaxian, была выпущена в конце осени 1979 года в виде аркадного игрового автомата и развивала идеи более ранней игры Space Invaders. Впоследствии игра была портирована на многие домашние платформы и получила ряд продолжений для игровых автоматов и игровых консолей.

## Игры серии
- Galaxian (1979)
- Galaga (1981)
- Gaplus (1984) — также известна как Galaga 3
- Galaga '88 (1987)
- Galaxian 3 (1990)
  - Attack of the Zolgear (1994) — дополнение к Galaxian 3
- Galaga Arrangement (1995)
- Galaga: Destination Earth (2000)
- Galaga Legions (2008)
- Galaga Legions DX (2011)

### Кроссоверы
- SD Gundam: Over Galaxian (1996) — версия игры с персонажами SD Gundam